# Wladimir Wladimirowitsch Schischkin
Wladimir Wladimirowitsch Schischkin (russisch Владимир Владимирович Шишкин; engl. Transkription Vladimir Shishkin; * 12. Januar 1964 in Gorki) ist ein ehemaliger russischer Hürdenläufer, dessen Spezialstrecke die 110-Meter-Distanz war.
Für die Sowjetunion startend wurde er bei den Olympischen Spielen 1988 in Seoul Vierter, bei den Leichtathletik-Europameisterschaften 1990 in Split Fünfter und bei den Weltmeisterschaften 1991 in Tokio Sechster.
Bei den Olympischen Spielen 1992 in Barcelona trat er für das Vereinte Team an und erreichte das Viertelfinale. Ein Jahr später schied er, für Russland startend, bei den Weltmeisterschaften in Stuttgart im Vorlauf aus.
1988, 1989 und 1991 wurde er sowjetischer Meister.

## Persönliche Bestzeiten
- 50 m Hürden (Halle): 6,67 s, 7. Februar 1996, Moskau
- 60 m Hürden (Halle): 7,57 s, 4. Februar 1990, Gent
- 110 m Hürden: 13,21 s, 11. Juni 1988, Leningrad